# Міхаліна Ісаакова
Міхаліна Ісаакова (пол. Michalina Isaakowa; нар. 1880 — пом. 1937, Перу) — польська мандрівниця і ентомолог-аматор, письменниця.
Є авторкою книжки «Полячка у пущах Парани», виданої у 1936 році в Познані. Продовжувала роботу свого покійного чоловіка Юліуша Ісаака в царині ентомології. У своїх подорожах відвідала Парану, дісталась річки Іваі та околиці Апукарани. 1928 повернулась до Польщі, привезши з собою колекцію з 15 тисяч комах, яку презентувала під час показів і лекцій по всій міжвоєнній Речі Посполитій. Найімовірніше померла на річці Укаялі в Перу під час чергової експедиції.
Її постать описував польський мандрівник Мєчислав Лепецький у своїй книжці «Парана і поляки» (1962).

## Публікації
- Полячка у пущах Парани. — Познань, 1936 (зі вступом Аркадія Фєдлера, відновлена у 2011).